# Juliane Wurm

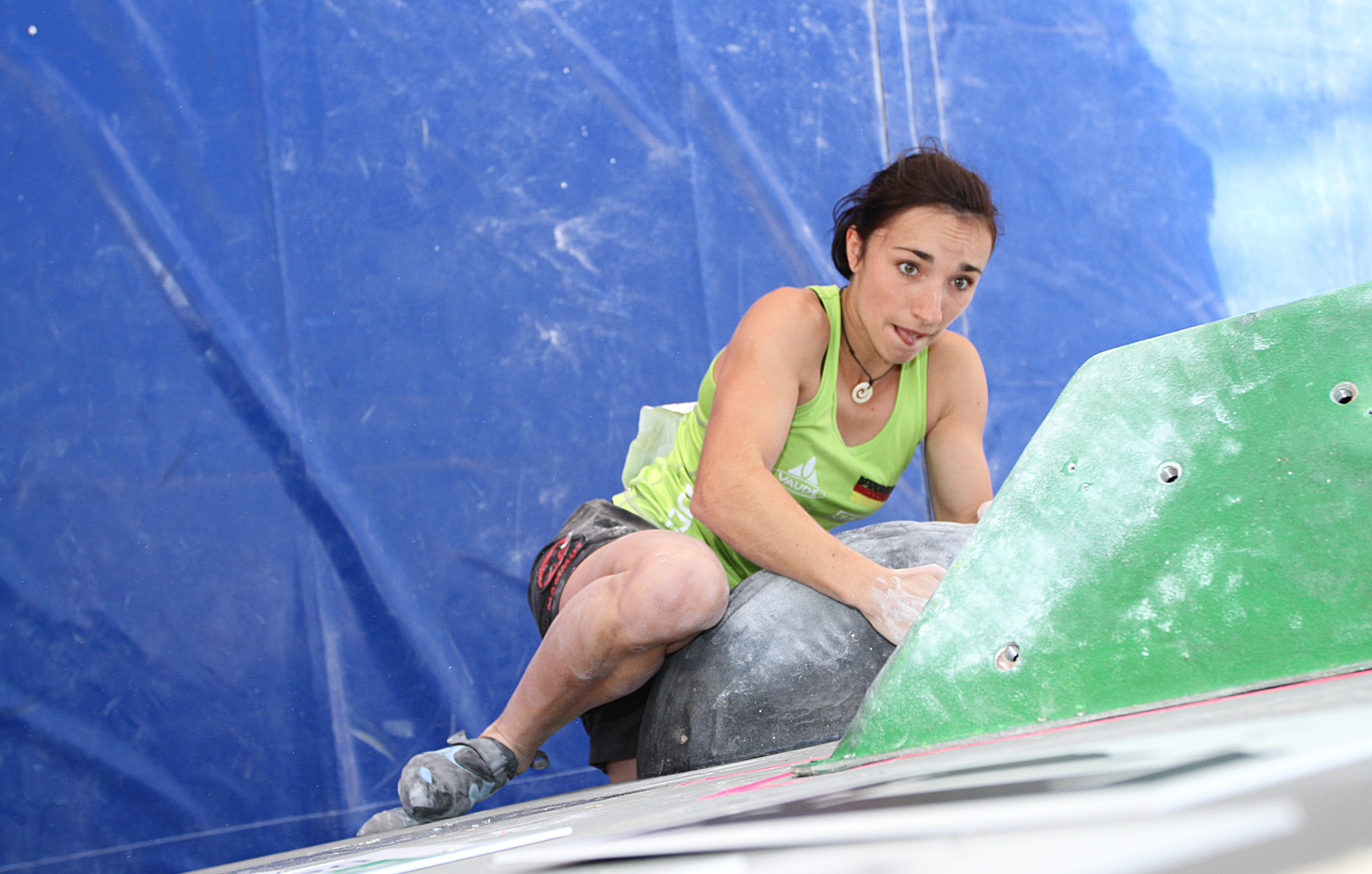
Puchar Świata 2012. Juliane Wurm na ścianie wspinaczkowej w boulderingu.

Juliane Wurm (ur. 15 grudnia 1990 w Halle) – niemiecka wspinaczka sportowa. Specjalizowała się w boulderingu oraz w prowadzeniu. Mistrzyni świata we wspinaczce sportowej w konkurencji boulderingu z Monachium z 2014 roku. W 2015 została mistrzynią Europy w konkurencji boulderingu.

## Kariera sportowa
W 2011 we włoskim Arco zdobyła brązowy medal mistrzostw świata. W Monachium w 2014 została mistrzynią świata we wspinaczce sportowej w konkurencji boulderingu. 
W 2010 na mistrzostwach Europy w austriackim Innsbrucku wywalczyła srebrny medal we wspinaczce sportowej w konkurencji boulderingu. W 2015 na mistrzostwach Europy, które również odbyły się w Innsbrucku została mistrzynią Europy w konkurencji boulderingu.
Wielokrotna uczestniczka, prestiżowych, elitarnych zawodów wspinaczkowych Rock Master we włoskim Arco.

## Osiągnięcia

### Mistrzostwa świata
| Konkurencje | 2007 | 2009 | 2011 | 2012 | 2014 |
| Bouldering  | 27   | 32   | 3    | 10   | 1    |
| Prowadzenie | 31   | 11   | —    | —    | —    |

### Mistrzostwa Europy
| Konkurencje | 2008 | 2010 | 2013 | 2015 |
| Bouldering  | —    | 2    | 19   | 1    |
| Prowadzenie | 11   | —    | —    | —    |

### Rock Master
| Konkurencje | 2009 | 2010 |
| Bouldering  | 8    | 20   |